# انقلاب 1921 في إيران
انقلاب 1921 في إيران (بالفارسیة: کودتای اسفند ۱۲۹۹) يشير إلى الانقلاب العسكري الذي تم في 21 فبراير عام 1921 واطاح بأحمد شاه آخر حكام السلالة القاجارية في إيران. قاد هذا الانقلاب سياسياً ضياء الدين الطباطبائي وهو صحفي معروف بولائه لبريطانيا، اما القائد العسكري للانقلاب فكان رضا خان المازندراني أحد كبار ضباط وحدات القوزاق الايرانية. لم يواجه الانقلاب مقاومة جديرة بالذكر. اضطر الشاه بالاعترف بالانقلاب وتعيين ضياء الدين الطباطبائي رئيساً للوزراء ورضاخان وزيرًا للحرب. بعد أعوام أطاح رضاخان رسمياً بحكم القاجار ونصب نفسه شاهًا لإيران وبذلك ظهرت سلالة البهلوي.

## الخلفية
في أثناء الحرب العالمية الاولى تحولت اراضي إيران إلى ميادين حرب وصراع بين الاطراف المتحاربة، بالرغم من إعلان إيران الحياد. ومن جهة أخرى اندلعت مظاهرات واضطرابات في العديد من المدن. فكانت الاوضاع الامنية مضطربة متمثلة بالعمليات المسلحة التي تقوم بها زعامات القبائل الإيرانية بين الحين والاخر. وقد كان أحمد شاه حاكماً غير فعال في مواجهة التدخلات الخارجية والاضطرابات الداخلية.
في أواخر عام 1920، قررت بريطانيا سحب قواتها من شمال إيران بسبب التكلفة المالية المرتفعة. ومن جهة كانت لها مصالح حيوية في إيران وكانت تخشى من النظام الشيوعي الجديد في روسيا المجاورة لإيران لذلك وجدت ضرورة ايجاد رجل قوي على حد تعبيرها قادر على السيطرة على الاوضاع الداخلية وضمان امن مصالحها في إيران.
انتدب الإنجليز رضاخان لهذه المهمة، وكان رضاخان عسكريا في الجيش الإيراني وسرعان ما ارتقى في الرتب العسكربة بعد أن أبدى شجاعته في الحملات العسكرية التي شارك فيها القوزاق. كما ساهم في هذه المهمة سيد ضياء الدين الطباطبائي الذي كان سياسياً ايرانياً مؤيداً للبريطانيين.

## التفاصيل
في يوم 12 فبراير 1921م اجتمع رضا خان وقائد الجيش البريطاني في إيران، الجنرال ادموند ايرونسايد، في فندق «كَراند هتل» في قزوين. وهناك تم تدبير انقلاب عسكري يأتي بحكومة قوية في إيران. ثم تم تعيين رضاخان للقيادة العسكرية للانقلاب كما عُيّن ضياء الدين الطباطبائي للقيادة السياسية.
في فجر يوم 18 فبراير 1921م تحركت قوات القوزاق من قزوين إلى طهران وقاد رضاخان انقلابا عسكريا بـ3000 رجل و 18 مدفعا رشاشا. وبينما كانت القوات في طريقها إلى طهران وصلت أنباء الانقلاب إلى علم الشاه وحكومته، فقام الشاه بتوجيه أوامر لمنعهم غير ان تلك المحاولات لم تفلح في منعهم من السعي قدما للسيطرة على طهران.
دخلت قوات القوزاق طهران يوم 21 فبراير 1921م وسيطرت على إدارة الشرطة وعلى جميع المؤسسات والادارات الحكومية ووقعت العاصمة طهران بأيديهم. اضطر الشاه لاستجابة مطالبهم والاعترف بالانقلاب وبسلطة الانقلابيين، وتعيين رضاخان وزيرًا للحرب والسيد ضياء الدين الطباطبائي رئيسا للوزراء.
بدأ رضا خان، بتنصيب حلفائه على رأس مناصب المؤسسات العسكرية، وأصدر أمرا باعتقال العديد من الشخصيات السياسية والدينية التي كانت مناوئه لتوجهاته وشملت حملة الاعتقالات عشرات من المثقفين والادبيين والصحفيين.

## الأعقاب
لم يبق سيد ضياء الدين الطباطبائي أكثر من 93 يوماً في منصب رئاسة الوزراء، حيث فرض رضا خان نفسه على الشاه واستحوذ على هذا المنصب لنفسه. فتولى رئاسة الوزراء ما بين سنوات 1923-1925 م. ثم أجبر البرلمان على أن ينتخبه شاهاً على البلاد. ففي عام 1925 نصب نفسه شاهًا لإيران، وخلع أحمد شاه من الحكم وهكذا انتهت الدولة القاجارية وبدأ الحكم البهلوي في إيران.